# 基菲斯
基菲斯（法語：Kiffis，法語發音：[kifis]）是法国上莱茵省的一个市镇，属于阿尔特基什区。

## 地理
基菲斯（47°26'25"N, 7°21'25"E）面积6.55 平方千米，位于法国大東部大區上莱茵省，该省份为法国东部内陆省份，是阿尔萨斯的一部分，今与下莱茵省组成了阿尔萨斯欧洲集体，其北临下莱茵省，西接孚日省，西南接贝尔福地区省，东侧沿莱茵河与德国相望，南与瑞士接壤。
与基菲斯接壤的市镇（或旧市镇、城区）包括：沃尔什维莱尔、吕塞勒、利格斯多夫、松德斯多夫、拉埃代尔斯多尔、吕泰、小呂策爾、羅根堡、普萊尼。
基菲斯的时区为UTC+01:00、UTC+02:00（夏令时）。

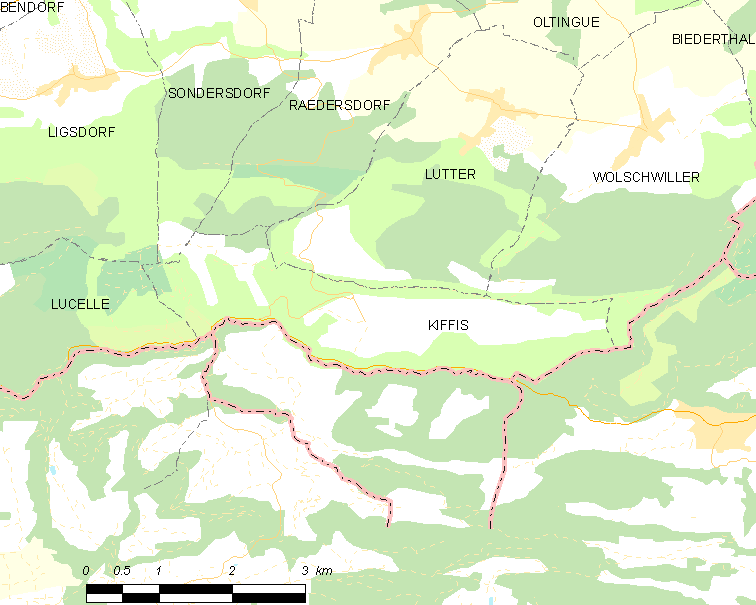
基菲斯的OSM定位图

## 行政
基菲斯的邮政编码为68480，INSEE市镇编码为68165。

## 政治
基菲斯所属的省级选区为阿尔特基什县。

## 人口

1962-2008年间基菲斯人口变化图示

基菲斯于2022年1月1日时的人口数量为238人。